# Tel·lurur

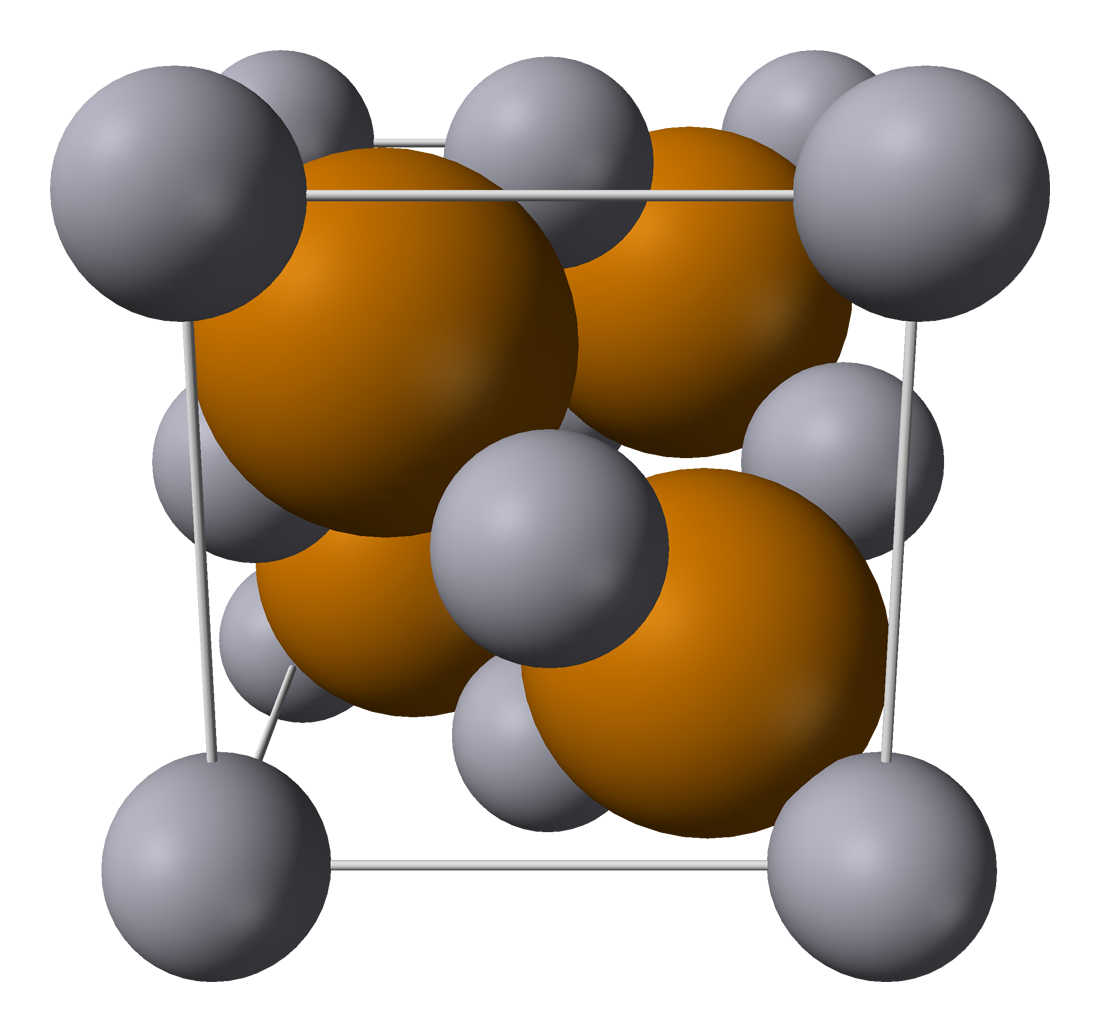
Estructura cristal·lina del tel·lurur de mercuri(II), HgTe

Un tel·lurur és un compost químic constituït per tel·luri i un element menys electronegatiu que aquest, o diversos.
Se'ls obté per reacció directa dels elements. En general, són composts amb enllaços covalents, excepte els dels metalls de transició, que presenten estructura semimetàl·lica.

## Estat natural

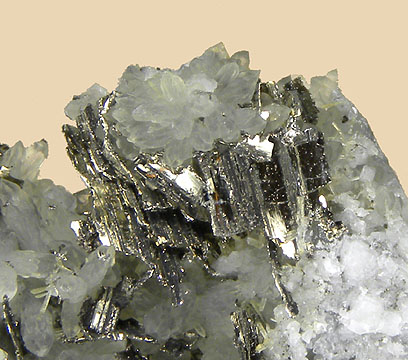
La calaverita és el mineral amb aspecte metàl·lic

A la natura, hom hi troba un bon nombre de minerals que són químicament tel·lurs. Com a exemples, hi ha l'altaïta, constituïda per tel·lurur de plom(II), {\textstyle PbTe}; que és una important mena metàl·lica del plom; la calaverita, ditel·lurur d'or, {\textstyle AuTe_{2}}, que és mena d'or; la coloradoïta, que és tel·lurur de mercuri(II), {\textstyle HgTe}; l'hessita, tel·lurur d'argent(I), {\textstyle Ag_{2}Te}; o la petzita, ditel·lurur de triargent i or, {\textstyle Ag_{3}AuTe_{2}}.

## Aplicacions
Els tel·lururs han trobat aplicacions en el camp de noves tecnologies. N'hi ha que tenen propietats de superconductors: ditel·lurur de titani, {\textstyle TiTe_{2}}; el tel·lurur de ferro, {\textstyle FeTe}; o el tel·lurur de coure i ferro, {\textstyle CuFeTe}. D'altres tenen característiques de semiconductors: ditel·lurur de molibdè, {\textstyle MoTe_{2}}; ditel·lurur de tungstè, {\textstyle WTe_{2}}; ditel·lurur d'estany, {\textstyle SnTe_{2}}; tel·lurur de gal·li, {\textstyle GaTe}. El tel·lurur de cadmi, {\textstyle CdTe}, ha trobat aplicació en la fabricació de capes per a panells solars. Amb propietat termoelèctriques hi ha el tritel·lurur de dibismut, {\textstyle Bi_{2}Te_{3}}, és el material termoelèctric comercialment més conegut i emprat per a la refrigeració i aplicacions de generació d'energia a temperatura ambient; i el tel·lurur de plom(II), {\textstyle PbTe}.